# EVP (Handel)
Unter einem EVP beziehungsweise Endverbraucherpreis – auch Endverkaufspreis genannt – wird der Brutto-Verkaufspreis verstanden, zu dem ein einzelner Artikel dem Endverbraucher angeboten wird. Die Bedeutung der Abkürzung EVP wird dabei oft sehr unterschiedlich angegeben.
Der Begriff ist ebenfalls gleichbedeutend mit dem Einzelhandelsverkaufspreis in der Deutschen Demokratischen Republik. Außerdem bezeichnet die Abkürzung „eVK“ auch den empfohlenen Verkaufspreis.
Der von allen diesen Begriffen gleichermaßen umschriebene Sachverhalt hat folgende Merkmale:
- Es handelt sich um einen Bruttopreis, den der Endverbraucher zu zahlen hat, d. h., im Falle des Zielkaufs gibt dieser Betrag die Höhe der Debitorenverbindlichkeit an, vertragsrechtlich befreit sich der Käufer mit der Leistung dieses Betrages von allen die Zahlung betreffenden Verpflichtungen, die ihm als Gegenleistung für die Überlassung der Ware aus dem Kaufvertrag erwachsen.
- Es handelt sich um einen Stückpreis, das heißt, der Preis wird in der Regel mit dem Zusatz „pro Stück“ dann versehen, wenn es gesonderte Preise für Gebinde gibt, eine Abnahme von größeren Stückzahlen mit einem Rabatt verbunden ist oder andere Unterschiede in der Preisgestaltung bezüglich der abgenommenen Menge bestehen – so bei Zeitschriften, die im Abonnement bezogen werden.